# Horvátzsidány
Horvátzsidány (kroatisch Hrvatski Židan, deutsch Siegersdorf) ist eine Gemeinde im Kreis Kőszeg im Komitat Vas im Westen Ungarns.

## Geographische Lage
Die Gemeinde befindet sich ungefähr sieben Kilometer nordöstlich von Kőszeg, gut 20 Kilometer nördlich von Szombathely sowie drei Kilometer südlich der Grenze zu Österreich.

## Geschichte
Die erste schriftliche Erwähnung des Ortes unter dem Namen Terra Sydan stammt aus dem Jahr 1225.

## Sehenswürdigkeiten
- Römisch-katholische Kirche Johannes der Täufer (Keresztelő Szent János), erbaut 1836

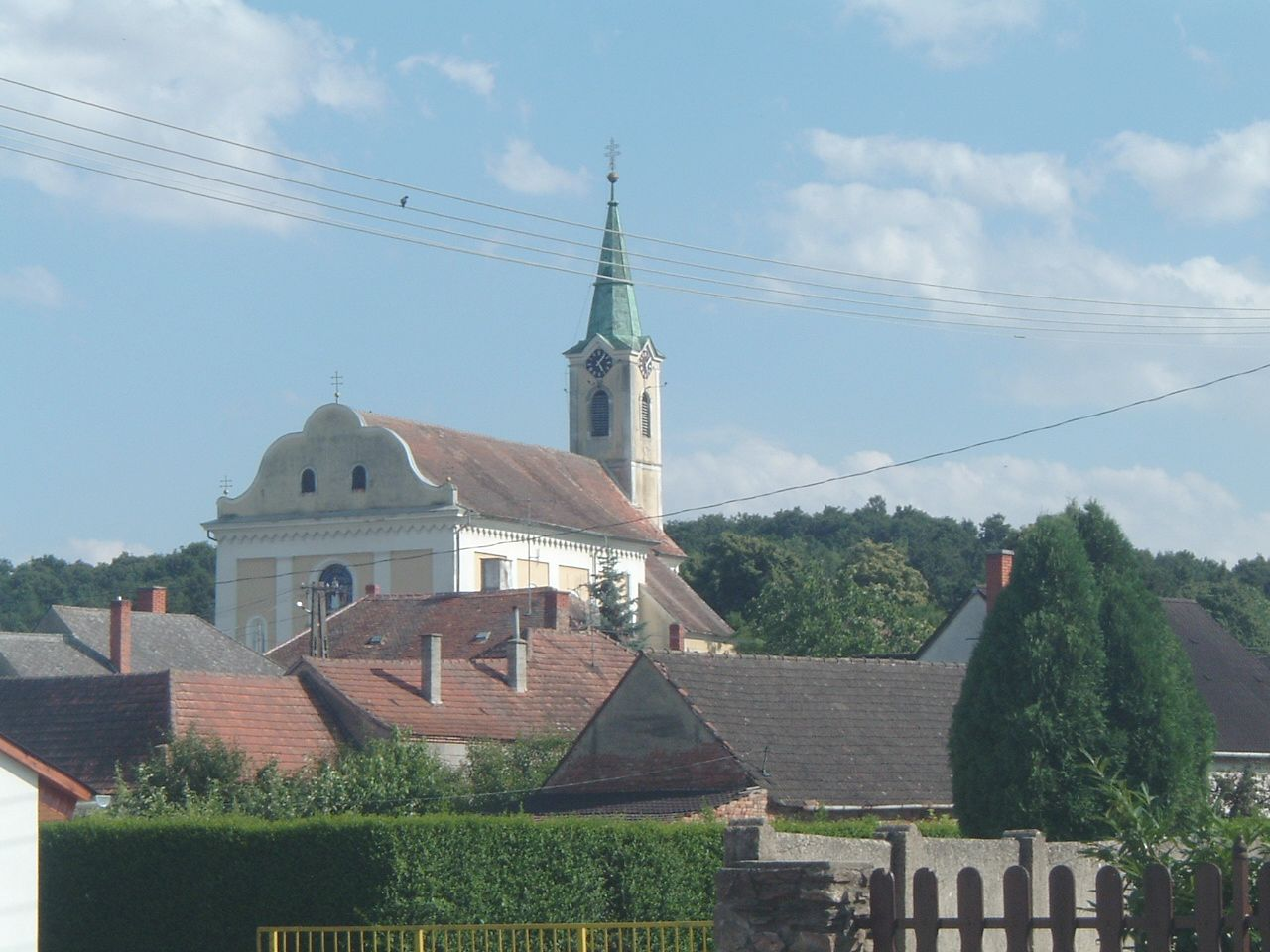
Römisch-katholische Kirche in Horvátzsidány

## Verkehr
Horvátzsidány ist angebunden an die Landstraßen Nr. 8627 und Nr. 8624. Es bestehen Busverbindungen nach Kőszeg und in Richtung Bük. Der nächstgelegene Bahnhof befindet sich ungefähr sieben Kilometer südwestlich in Kőszeg.